# Loriot-Sofa als Bronzedenkmal

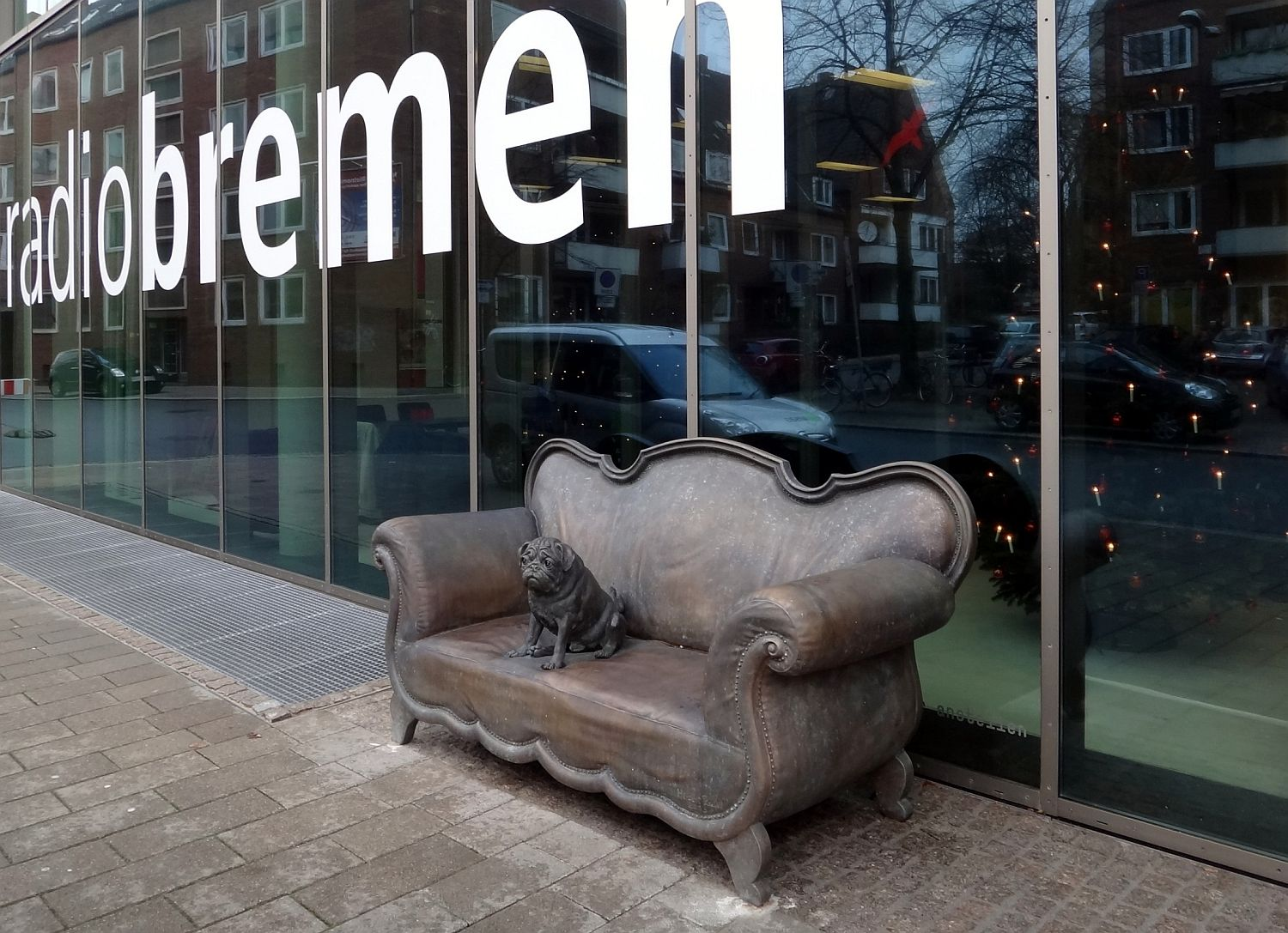
Bronzereplik des Loriot-Sofas vor Radio Bremen

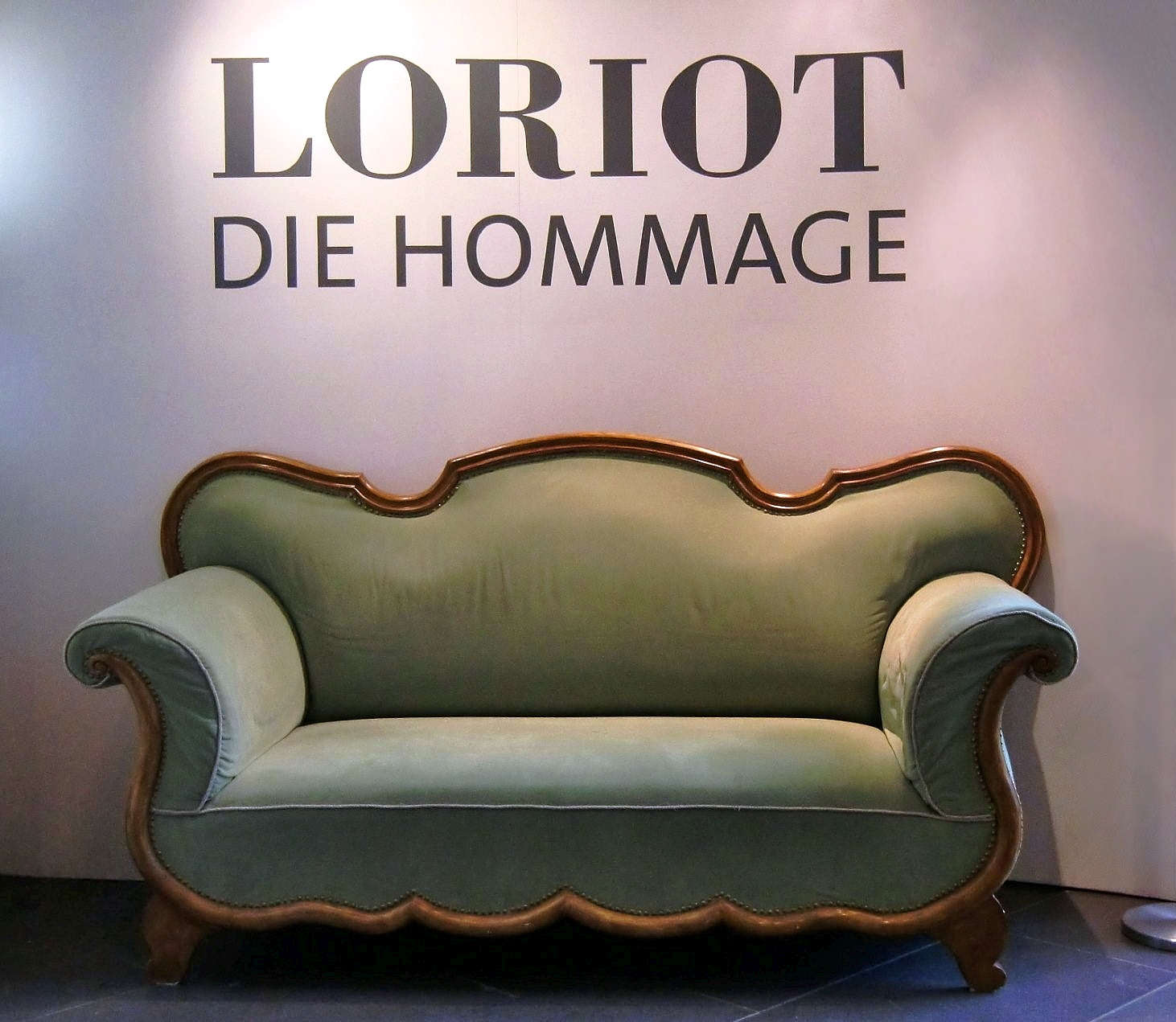
Original-Sofa

Das Loriot-Sofa als Bronzedenkmal ist eine Skulptur in Bremen-Mitte vor dem Eingang des Sendezentrums Radio Bremen an der Diepenau. Sie wurde 2013 aufgestellt und erinnert an Vicco von Bülow, dessen Fernsehserie Loriot bei Radio Bremen entstand.

## Denkmal
Seit 2011 steht im Foyer von Radio Bremen im Stephaniviertel in Bremen das berühmte grüne Loriot-Sofa. 

Das bronzene Sofa mit dem Mops vor dem Funkhaus wurde 2013 im Auftrag von Radio Bremen von dem Bildhauer Monke Herbert Rauer aus Osnabrück nach einem Foto hergestellt und zu seinem 90. Geburtstag am 10. November 2013 als Hommage aufgestellt.

## Loriot und Bremen
Das Sofa erinnert an den Comicautor, Schauspieler und Filmemacher Loriot (1923–2011), mit bürgerlichen Namen Vicco von Bülow.
1976 entstand mit Loriots sauberer Bildschirm die erste Folge der sechsteiligen Fernsehserie Loriot bei Radio Bremen, in der er Zeichentrickfilme und gespielte Sketche präsentierte. Sie wurden im deutschsprachigen Raum sehr populär und werden noch immer regelmäßig im Fernsehen wiederholt. Die Anmoderationen und Sketche von Loriot und Evelyn Hamann zwischen den Filmbeiträgen fanden auf einem grünen Sofa statt. Es stand 2009 im Haus der Geschichte in Bonn und seit 2011 steht es im Foyer von Radio Bremen.
Der Mops auf dem Sofa erinnert daran, dass Loriot Freund und Besitzer diverser Möpse war. Er stellte fest: „Ein Leben ohne Mops ist möglich, aber sinnlos.“
In Bremen wurde Vicco von Bülow 2013 durch den Loriotplatz (früher Teil des Hillmannplatzes) geehrt, ein Bereich vor dem Restaurant Grashoff, in dem er oft verweilte.
Seit 2010 wird der Bremer Stadtmusikantenpreis mit einem Abdruck einer Loriot-Zeichnung der Bremer Stadtmusikanten verliehen. Die typischen Merkmale seiner künstlerischen Handschrift sind durch das Knollennasenmännchen und den Mops erkennbar.